# 森川敬介
森川 敬介（もりかわ けいすけ、1921年5月14日 - 1990年6月12日）は、日本の経営者。センコー社長を務めた。

## 経歴
東京都出身。1942年に鹿児島高等商業学校を卒業。肥料配給公団宮崎支所での勤務を経て、1949年9月に扇興運輸(現在のセンコー)に転じ、1969年11月に取締役に就任し、1971年4月に常務を経て、1976年10月に社長に就任。
1990年6月12日、肝不全のために死去。69歳没。